# واسیلی گروسمان
واس‍ی‍ل‍ی گ‍روس‍م‍ان (به روسی: Василий Семёнович Гроссман) نویسنده و خبرنگار روس در جنگ جهانی دوم بود.

## زندگی
واسیلی گروسمان Vacili Semyonovitch Grossmann در سال ۱۹۰۵ در اوکراین و در خانوده‌ای یهودی متولد شد. او در کی‌یف وسپس در مسکو درس خواند و در رشتهٔ شیمی از دانشگاه مسکو فارغ‌التحصیل شد. وی در زمان جنگ جهانی دوم به عنوان خبرنگار جنگی در جبهه‌ها حضور داشت. نخستین بار داستانی از وی توسط ماکسیم گورگی مورد توجه قرار گرفت. گروسمان بعد از آن داستانهای کوتاه بسیاری نوشت و آنهارا به صورت چند مجموعه منتشر کرد و نیز جلد اول و دوم داستانی به نام ستپان کالچوگین Stepan Koltchouguine را به پایان رسانید. اما جلد سوم آن ناتمام ماند. او در همهٔ این نوشته‌ها نمایندهٔ بارز نویسندگان شوروی هم‌نسل خود بود. نوشته‌هایش همه تجلیلی بودند از جانفشانی‌های سربازان ارتش سرخ و نیز از تلاش پرشور کارگران شوروی، یعنی سرود سازندگانی که سنگهای سوسیالیسم را با ملات جان و توان خود برهم استوار می‌ساختند. گروسمان در تمام مدت جنگ در جبهه بود و با مجلهٔ «ستارهٔ سرخ» ارگان ارتش شوروی همکاری می‌کرد و در هنگامهٔ یگانهٔ استالینگراد در این شهر و در کانون سوزان جنگ و در میان میدان بود و در پایان این نبرد همراه قوای پیروزمند شوروی دشمن گریزان را تا برلین تعقیب کرد. شاهکار وی زندگی و سرنوشت است که منتقدین آن را جنگ و صلح قرن بیستم لقب داده‌اند. این کتاب سترگ در سال ۱۹۵۹ نوشته شد ولی در روسیه اجازه نشر نداشت. زندگی و سرنوشت زمینه‌ای ضد استالینی دارد. این کتاب در سال ۱۹۸۰ به انگلیسی ترجمه شد و مورد توجه منتقدین قرار گرفت.
گروسمان در تمام مدت جنگ در جبهه به سر می‌برد و شهرت و محبوبیت او به عنوان گزارشگر جنگی کم‌نظیر بود؛ ولی جنگ، زندگی او را متحول کرد و به قول همکاران ادبی‌اش، فجایع آلمانی‌ها چنان تأثیر عمیقی بر او گذاشت که مشاعرش را مختل کرد. پس از آن کمونیستها دست از سرش برنداشتند و به نوشته‌هایش تاختند و او را خائن خواندند و مدتی بعد پا را فراتر گذاشته و رمان او را «لجن‌مال‌کننده تصویر تابناک مردم نجیب شوری» خواندند و حزب کمونیست به او اعلام می‌کند که رمانش تا دویست یا سیصد سال دیگر هم منتشر نخواهد شد. اما گروسمان دست از نوشتن برنداشت و زندگی و سرنوشت را برای مجله زنامیا فرستاد.
پس از آن مأموران کا.گ.ب به خانه گروسمان آمده و کلیه نسخه‌های دست‌نویس یا ماشین‌شده و حتی کاغذهای کپی و نوار ماشین تحریر او را توقیف و نابود کردند. خود گروسمان بازداشت نشد اما بعد از این واقعه مدت زیادی زنده نماند و یک سال و نیم بعد، در سن ۵۹ سالگی جهان را بدرود گفت.

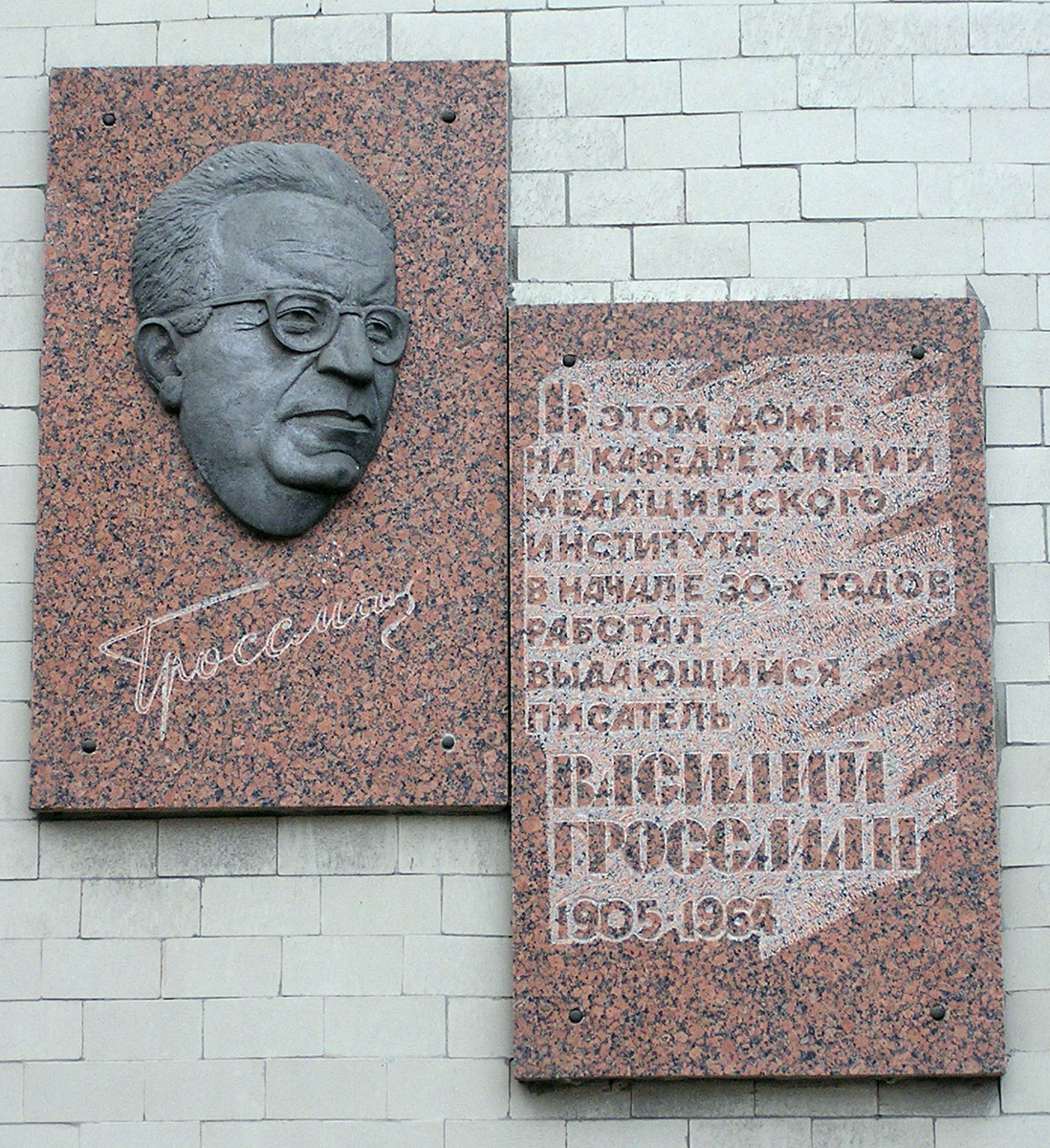
پلاک یادبود در دونسک که گروسمان در آن زندگی و کار کرده‌است

## به فارسی
سروش حبیبی کتاب پیکار با سرنوشت را ترجمه کرده‌است. این کتاب در سال ۷۷ به وسیله نشر سروش منتشر شد. حبیبی این کتاب را پس از ویرایش مجدد برای چاپ به نشر نیلوفر سپرده‌است.